# De hoy a mañana
De hoy a mañana (título original en alemán, Von heute auf morgen, Op. 32) es una ópera en un acto con música de Arnold Schönberg y libreto en alemán de "Max Blonda," el seudónimo de Gertrud Schönberg, la esposa del compositor. 

## Historia
La ópera se compuso a finales de 1928 (acabado en el primer día de 1929), y fue estrenada en Fráncfort el 1 de febrero de 1930, con William Steinberg dirigiendo una producción de Herbert Graf. Fue la primera ópera dodecafónica, y la única comedia de Schönberg. El libreto puede verdaderamente ser una comedia de costumbres contemporánea, pero la música es compleja, unas líneas vocales angulares y una amplia orquesta creando un aterrador remolino de furia. 
Schönberg escribió: "He demostrado en mis óperas Von heute auf morgen y Moses und Aron que cada expresión y caracterización puede producirse en el estilo de la disonancia libre," en contraste con Alban Berg, quien creía que un contraste con elementos tonales que se necesitaba presentar por ciertas razones, y esto lo hizo en su ópera (ampliamente más exitosa) Wozzeck.
En 1930, después del estreno en Fráncfort, el propio compositor dirigió una retransmisión por la radio interpretada en Berlín. Después de eso, la ópera nunca se representó de nuevo en vida del compositor. Esta ópera rara vez se representa en la actualidad; en las estadísticas de Operabase aparece con sólo 3 representaciones en el período 2005-2010.

## Personajes
| Personaje                | Tesitura      | Reparto del estreno 1 de febrero de 1930 (Director: William Steinberg) |
| ------------------------ | ------------- | ---------------------------------------------------------------------- |
| Die Frau / La esposa     | soprano       | Else Gentner-Fischer                                                   |
| Die Freundin / La amiga  | soprano       | Elisabeth Friedrich                                                    |
| Der Sänger / El cantante | tenor         | Anton Maria Topitz                                                     |
| Der Mann / El esposo     | barítono      | Benno Ziegler                                                          |
| El niño                  | papel hablado |                                                                        |